# Got Back Tour
Got Back es una gira musical del músico británico Paul McCartney. Marcó el regreso del cantante a los escenarios tras la pandemia de COVID-19.

## Trasfondo
Para la primavera y verano de 2020, Paul McCartney tenía agendadas 11 presentaciones por Europa, incluida su participación en el Festival Glastonbury, sin embargo, a principios de ese año fueron cancelados todos los shows en medio de las restricciones sanitarias por la pandemia de COVID-19.
El 18 de diciembre de ese año, salió a la venta McCartney III, que cierra la trilogía de discos en solitarios de Paul iniciada desde 1970. El álbum tuvo una respuesta favorable de la crítica y se colocó en el #1 de las lista británica, y en el #2 en Estados Unidos. 
Un año y dos meses después, se anunciaron las primeras fechas en Estados Unidos para el nuevo tour de McCartney. El 4 de marzo se informó que Paul encabezaría la nueva edición del Festival Glastonbury junto a artistas como Billie Eilish y Kendrick Lamar.
El 28 de abril del 2022 inició la gira en Spokane. El setlist no mostró muchos cambios siendo muy similar a los presentados en las dos giras pasadas. Sin embargo, hubo algunos importantes como el estreno en vivo de Women and Wives de su más reciente disco, Getting Better que no había sido tocada desde 2003 en el Back In The World Tour, mientras que You Never Give Me Your Money fue interpretada con Paul en el bajo por primera vez y haciendo un medley con She Came In Through the Bathroom Window. 
Otra de las novedades del setlist fue el dúo virtual con John Lennon en I've Got a Feeling, que de acuerdo a McCartney, se logró gracias a una propuesta del director Peter Jackson. Uno de los cambios más notables y destacados por la crítica fue la salida de Back in the U.S.S.R., una canción típica en las presentaciones del músico, en medio de la Invasión rusa a Ucrania.
Durante el show en East Rutherford, Paul tuvo como invitados especiales a Bruce Springsteen para cantar Glory Days y I Wanna Be Your Man, y a Bon Jovi, quién lo felicitó por adelantado por su cumpleaños 80. 

Un día antes del show en Glastonbury se informó que McCartney y su banda ofrecerían un show privado de "calentamiento" en Frome. De acuerdo a diferentes medios, asistieron 800 personas, y la lista de canciones no incluyó gran variación pese a que en el sitio web del cantante se anunció un show con un setlist diferente al de los conciertos en Estados Unidos.

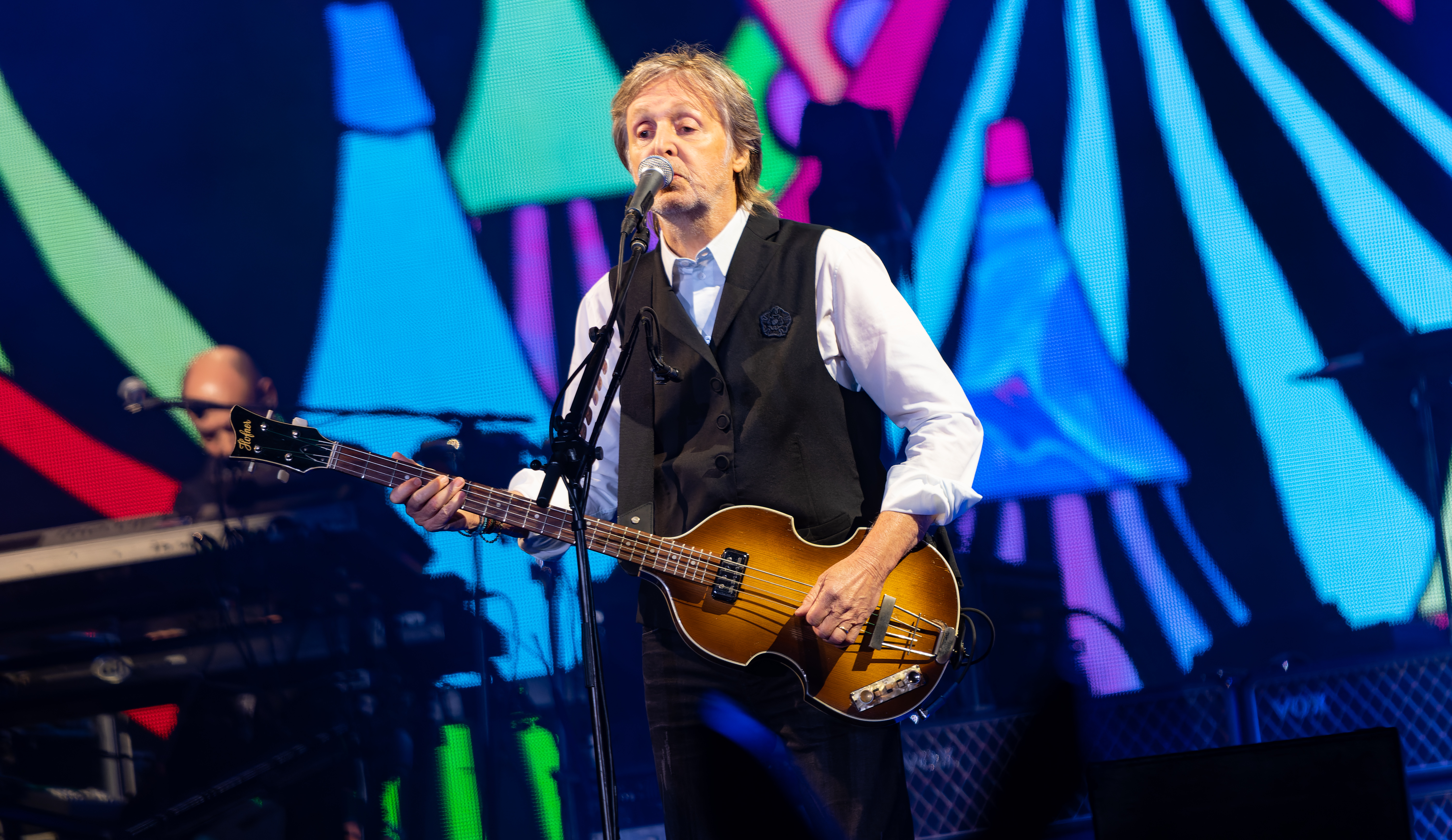
McCartney durante su presentación en el Festival Glastonbury el 25 de junio de 2022.

Durante la presentación estelar en el festival, Paul nuevamente cantó con Springsteen, y tuvo la aparición especial de Dave Grohl con quién interpretó I Saw Her Standing There y Band on the Run.
El 31 de julio del 2023, después de más de un año sin novedades respecto al tour, se anunciaron 6 fechas para Australia para los meses de Octubre y Noviembre. Una después se anunciaron los conciertos para Brasil y México para noviembre y diciembre, marcando el regreso de Paul a estos países después de cuatro y seis años respectivamente.
Durante las presentaciones de ese año se interpretó She's a Woman, canción de The Beatles que no era interpretada desde 2004. A Hard Day's Night, Coming Up, Drive My Car y Day Tripper, fueron tocadas solo cuando había segunda o tercera fecha en un mismo recinto. 
El 28 de noviembre del 2023 ofreció un show sorpresa en el Clube do Choro en Brasilia. El evento fue anunciado la mañana de ese día y a los pocos minutos ya se habían agotado las entradas. La gira terminó con una presentación en el Estadio Maracaná, el cual fue transmitido por Disney+ y Star+ exclusivamente para Brasil.
A principios de mes de junio del 2024 se anunciaron las primeras fechas para Latinoamérica en Uruguay, Argentina, Chile y Perú. Días más tarde se informó que también se presentaría en Francia, España y Reino Unido en el mes de diciembre. El 20 de junio se comunicaron 3 fechas en México: una en Monterrey, marcando su primera vez en dicha ciudad, y dos en la Ciudad de México, una como solista y otra como parte del Festival Corona Capital, siendo la primera vez que encabeza un evento de este tipo fuera de Estados Unidos y Europa.El 8 de julio se añadió una presentación en Bogotá, marcando el regreso de Paul a esta ciudad después de 12 años. 
Durante el show en Montevideo, Paul interpretó Now and Then, conocida como la última canción de The Beatles lanzada un año antes.
Los shows en Ciudad de México destacaron notablemente: en el del 12 de noviembre, unos drones formaron corazones y el logo de Wings durante Let Me Roll It. En la presentación en el Corona Capital, St. Vincent se unió a Paul para tocar Get Back. Más tarde volvería para interpretar el solo de guitarra de The End, que también contó con la presencia de Jack White.

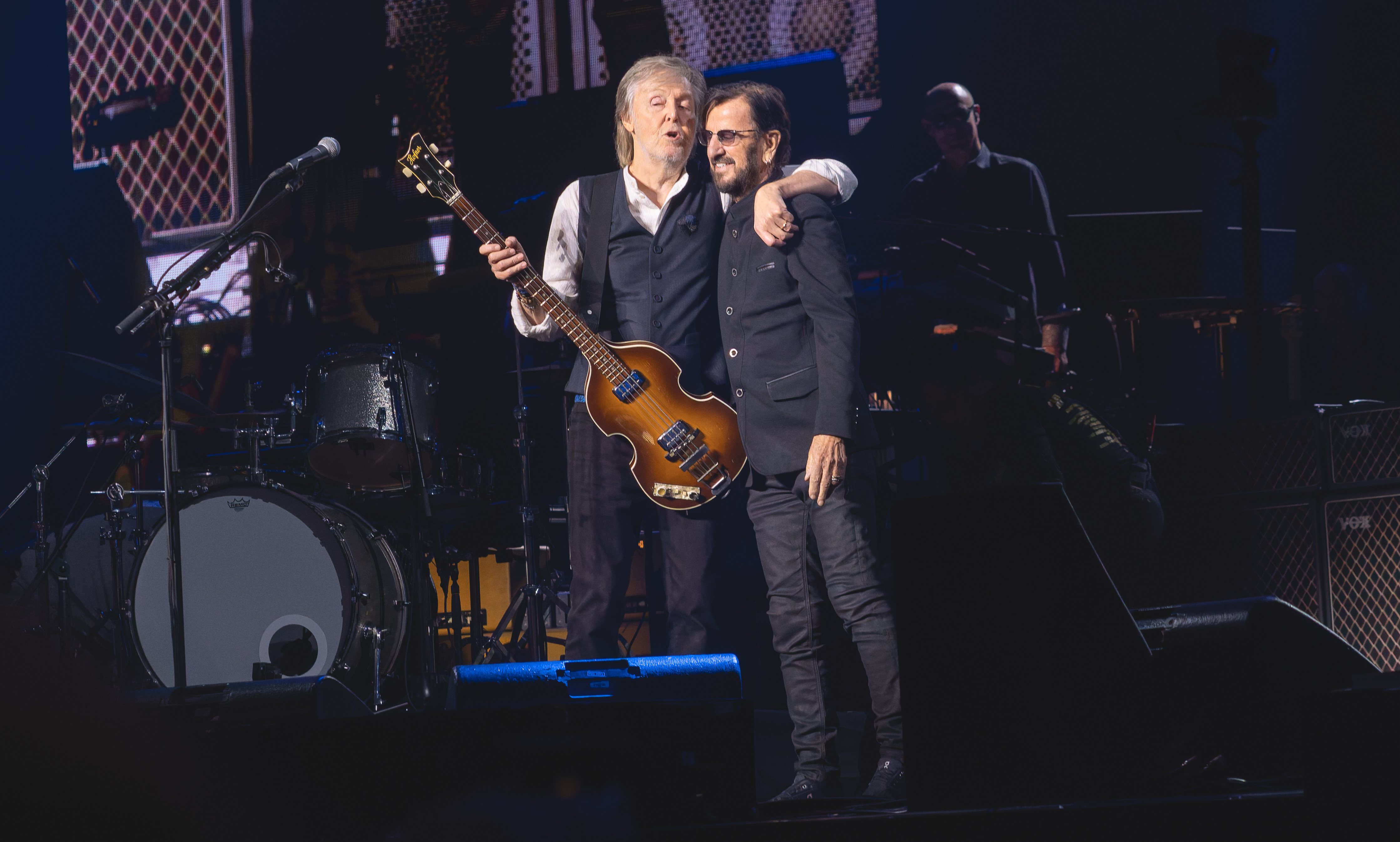
McCartney y Ringo Starr durante la presentación en Londres el 16 de diciembre de 2024.

Durante el último show en Londres, Paul interpretó Get Back junto a Ronnie Wood, acompañado del bajo Höfner que utilizó en las sesiones del álbum homónimo y que había estado perdido por más de 50 años. Esa misma noche, Ringo Starr interpretó con él Sgt. Pepper's Lonely Hearts Club Band (Reprise) y Helter Skelter.
McCartney también celebró encuentros con los fanáticos ganadores de la competencia por el Meet and Greet por primera vez desde COVID. Cuando lo entrevistaron luego  del encuentro previo a su show en Buenos Aires dijo: "Es genial porque siempre están súper contentos de verme y cada uno tiene una historia interesante. Por ejemplo, hoy un chico me dijo que se acaba de casar y otra fan mencionó que pronto se casará con alguien que conoció en mis shows, lo cual es muy agradable de escuchar. Me encanta oír sus anécdotas personales".  También remarcó la especial importancia que tuvieron estos momentos con sus admiradores en un video especial dedicado a ellos que fue subido a sus redes.  Uno de los ganadores recalcó el entusiasmo de McCartney durante el encuentro y su genuino interés por compartir un momento con los fans, incluso recibiendo un abrazo por parte del músico. 
El 10 de agosto del 2025 se anunciaron 19 conciertos adicionales en Estados Unidos y Canadá.

## La Banda
| Rusty Anderson (guitarra eléctrica, guitarra acústica, coros)                          | Paul McCartney (vocalista, bajo, guitarra eléctrica, guitarra acústica, piano, ukelele, mandolina) | Brian Ray (guitarra eléctrica, guitarra acústica, bajo, coros) |
| Paul "Wix" Wickens (teclados, guitarra acústica, percusión, armónica, acordeón, coros) | Paul McCartney (vocalista, bajo, guitarra eléctrica, guitarra acústica, piano, ukelele, mandolina) | Abe Laboriel, Jr. (batería, percusión, coros)                  |
| Hot City Horns (músicos adicionales)                                                   | |                                                                |

#### Invitados
- Bruce Springsteen: voz y guitarra en «Glory Days», «I Wanna Be Your Man» y «The End» en East Rutherford y Glastonbury
- Dave Grohl: voz y guitarra en «I Saw Her Standing There», «Band on the Run» y «The End» en Glastonbury
- St. Vincent: guitarra en «Get Back» y «The End» en Corona Capital
- Jack White: guitarra en «The End» en Corona Capital
- Ronnie Wood: guitarra en «Get Back» en Londres II
- Ringo Starr: batería en «Sgt. Pepper's Lonely Hearts Club Band (Reprise)» y en «Helter Skelter» Londres II

## Lista de canciones
| Setlist 2022 |
| --- |
| 1. "Can't Buy Me Love" 2. "Junior's Farm" 3. "Letting Go" 4. "Got to Get You Into My Life" 5. "Come On To Me" 6. "Let Me Roll It" 7. "Getting Better" 8. "Women And Wives" o "Let 'Em In" 9. "My Valentine" 10. "Nineteen Hundred and Eighty-Five" 11. "Maybe I'm Amazed" 12. "I've Just Seen a Face" o "We Can Work It Out" 13. "In Spite of All the Danger" 14. "Love Me Do" 15. "Dance Tonight" 16. "Blackbird" 17. "Here Today" 18. "Queenie Eye" o "New" 19. "Lady Madonna" 20. "Fuh You" 21. "Jet"+ 22. "Being For The Benefit Of Mr Kite" 23. "Something" 24. "Ob-La-Di, Ob-La-Da" 25. "You Never Give Me Your Money"/"She Came In Through the Bathroom Window" 26. "Get Back" 27. "Band on the Run" 28. "Let It Be" 29. "Live and Let Die" 30. "Hey Jude" Encore: 1. "I've Got a Feeling" (Dueto virtual con John Lennon) 2. "Birthday" 3. "Helter Skelter" 4. "Golden Slumbers"/"Carry That Weight"/"The End" |

| Cheese and Grain |
| --- |
| 1. "I Wanna Be Your Man" 2. "Junior's Farm" 3. "Letting Go" 4. "Got to Get You Into My Life" 5. "Come On To Me" 6. "Let Me Roll It" 7. "Getting Better" 8. "My Valentine" 9. "Nineteen Hundred and Eighty-Five" 10. "Maybe I'm Amazed" 11. "I've Just Seen a Face" 12. "From Me To You" 13. "Blackbird" 14. "Fuh You" 15. "Ob-La-Di, Ob-La-Da" 16. "You Never Give Me Your Money"/"She Came In Through the Bathroom Window" 17. "Get Back" 18. "Lady Madonna" 19. "Let It Be" 20. "Hey Jude" Encore: 1. "Birthday" 2. "Helter Skelter" 3. "Golden Slumbers"/"Carry That Weight"/"The End" |

| Glastonbury |
| --- |
| 1. "Can't Buy Me Love" 2. "Junior's Farm" 3. "Letting Go" 4. "Got to Get You Into My Life" 5. "Come On To Me" 6. "Let Me Roll It" 7. "Getting Better" 8. "Let 'Em In" 9. "My Valentine" 10. "Nineteen Hundred and Eighty-Five" 11. "Maybe I'm Amazed" 12. "I've Just Seen a Face" 13. "In Spite of All the Danger" 14. "Love Me Do" 15. "Dance Tonight" 16. "Blackbird" 17. "Here Today" 18. "New" 19. "Lady Madonna" 20. "Fuh You" 21. "Being For The Benefit Of Mr Kite" 22. "Something" 23. "Ob-La-Di, Ob-La-Da" 24. "You Never Give Me Your Money"/"She Came In Through the Bathroom Window" 25. "Get Back" 26. "I Saw Her Standing There" (Con Dave Grohl) 27. "Band on the Run" (Con Dave Grohl) 28. "Glory Days" (Con Bruce Springsteen) 29. "I Wanna Be Your Man" (Con Bruce Springsteen) 30. "Let It Be" 31. "Live and Let Die" 32. "Hey Jude" Encore: 1. "I've Got a Feeling" (Dueto virtual con John Lennon) 2. "Helter Skelter" 3. "Golden Slumbers"/"Carry That Weight"/"The End" |

| Setlist 2023 |
| --- |
| 1. "Can't Buy Me Love" o "A Hard Day's Night" 2. "Junior's Farm" 3. "Letting Go" 4. "She's a Woman" o "Drive My Car" 5. "Got to Get You Into My Life" 6. "Come On To Me" o "Coming Up" 7. "Let Me Roll It" 8. "Getting Better" 9. "Let 'Em In" 10. "My Valentine" 11. "Nineteen Hundred and Eighty-Five" 12. "Maybe I'm Amazed" 13. "I've Just Seen a Face" 14. "In Spite of All the Danger" 15. "Love Me Do" 16. "Dance Tonight" 17. "Blackbird" 18. "Here Today" 19. "New" o "Queenie Eye" 20. "Lady Madonna" 21. "Fuh You" 22. "You Never Give Me Your Money"/"She Came In Through the Bathroom Window" 23. "Jet" 24. "Being For The Benefit Of Mr Kite" 25. "Something" 26. "Ob-La-Di, Ob-La-Da" 27. "Band on the Run" 28. "Get Back" 29. "Let It Be" 30. "Live and Let Die" 31. "Hey Jude" Encore: 1. "I've Got a Feeling" (Dueto virtual con John Lennon) 2. "Birthday", "I Saw Her Standing There" o "Day Tripper" 3. "Sgt. Pepper's Lonely Hearts Club Band (Reprise)" 4. "Helter Skelter" 5. "Golden Slumbers"/"Carry That Weight"/"The End" |

| Clube do Choro |
| --- |
| 1. "A Hard Day's Night" 2. "Junior's Farm" 3. "Letting Go" 4. "Got to Get You Into My Life" 5. "Come On To Me" 6. "Let Me Roll It" 7. "Getting Better" 8. "My Valentine" 9. "Nineteen Hundred and Eighty-Five" 10. "Maybe I'm Amazed" 11. "I've Just Seen a Face" 12. "From Me To You" 13. "Blackbird" 14. "Fuh You" 15. "Ob-La-Di, Ob-La-Da" 16. "Get Back" 17. "Lady Madonna" 18. "Let It Be" 19. "Hey Jude" Encore: 1. "Sgt. Pepper's Lonely Hearts Club Band (Reprise)" 2. "Helter Skelter" 3. "Golden Slumbers"/"Carry That Weight"/"The End" |

| Setlist 2024 |
| --- |
| 1. "A Hard Day's Night" o "Can't Buy Me Love" 2. "Junior's Farm" 3. "Letting Go" 4. "Drive My Car", "She's a Woman" o "All My Loving" 5. "Got to Get You Into My Life" 6. "Come On To Me" 7. "Let Me Roll It" 8. "Getting Better" 9. "Let 'Em In" 10. "My Valentine" 11. "Nineteen Hundred and Eighty-Five" 12. "Maybe I'm Amazed" 13. "I've Just Seen a Face" 14. "In Spite of All the Danger" 15. "Love Me Do" 16. "Michelle" (solo en París) 17. "Dance Tonight" 18. "Blackbird" 19. "Here Today" 20. "Now and Then" 21. "New" 22. "Lady Madonna" 23. "Jet" 24. "Being For The Benefit Of Mr Kite" 25. "Something" 26. "Ob-La-Di, Ob-La-Da" 27. "Band on the Run" 28. Wonderfull christmastime (solo en Manchester y Londres) 29. "Get Back" 30. "Let It Be" 31. "Live and Let Die" 32. "Hey Jude" Encore: 1. "I've Got a Feeling" (Dueto virtual con John Lennon) 2. "Birthday", "Hi, Hi, Hi", "Day Tripper" o "I Saw Her Standing There" 3. "Sgt. Pepper's Lonely Hearts Club Band (Reprise)" 4. "Helter Skelter" 5. "Golden Slumbers"/"Carry That Weight"/"The End" |

| Corona Capital |
| --- |
| 1. "A Hard Day's Night" 2. "Letting Go" 3. "Got to Get You Into My Life" 4. "Come On To Me" 5. "Let Me Roll It" 6. "Let 'Em In" 7. "My Valentine" 8. "Nineteen Hundred and Eighty-Five" 9. "Maybe I'm Amazed" 10. "I've Just Seen a Face" 11. "Love Me Do" 12. "Dance Tonight" 13. "Blackbird" 14. "Here Today" 15. "Now and Then" 16. "Lady Madonna" 17. "Jet" 18. "Ob-La-Di, Ob-La-Da" 19. "Band on the Run" 20. "Get Back" (Con St. Vincent) 21. "Let It Be" 22. "Live and Let Die" 23. "Hey Jude" Encore: 1. "I've Got a Feeling" (Dueto virtual con John Lennon) 2. "Sgt. Pepper's Lonely Hearts Club Band (Reprise)" 3. "Helter Skelter" 4. "Golden Slumbers"/"Carry That Weight"/"The End" (Con St. Vincent y Jack White) |

## Fechas
| Fecha                     | Ciudad           | País           | Recinto                                     | Entradas Vendidas/Disponibles | Recaudación  |
| ------------------------- | ---------------- | -------------- | ------------------------------------------- | ----------------------------- | ------------ |
| Norteamérica              |                  |                |                                             |                               |              |
| 28 de abril del 2022      | Spokane          | Estados Unidos | Spokane Arena                               | 10,760 / 10,760               | $3,438,893   |
| 2 de mayo del 2022        | Seattle          | Estados Unidos | Climate Pledge Arena                        | 30,324 / 30,324               | $7,983,322   |
| 3 de mayo del 2022        | Seattle          | Estados Unidos | Climate Pledge Arena                        | 30,324 / 30,324               | $7,983,322   |
| 6 de mayo del 2022        | Oakland          | Estados Unidos | Oakland Arena                               | 28,599 / 28,599               | $7,580,903   |
| 8 de mayo del 2022        | Oakland          | Estados Unidos | Oakland Arena                               | 28,599 / 28,599               | $7,580,903   |
| 13 de mayo del 2022       | Inglewood        | Estados Unidos | SoFi Stadium                                | 43,658 / 43,658               | $12,046,695  |
| 17 de mayo del 2022       | Fort Worth       | Estados Unidos | Dickies Arena                               | 12,093 / 12,093               | $3,985,850   |
| 21 de mayo del 2022       | Winston-Salem    | Estados Unidos | Truist Field                                | 33,222 / 33,222               | $7,256,101   |
| 25 de mayo del 2022       | Hollywood        | Estados Unidos | Hard Rock Live                              | 6,720 / 6,720                 | $3,347,447   |
| 28 de mayo del 2022       | Orlando          | Estados Unidos | Camping World Stadium                       | 42,662 / 42,662               | $8,848,665   |
| 31 de mayo del 2022       | Knoxville        | Estados Unidos | Thompson-Boling Arena                       | 16,037 / 16,037               | $4,651,316   |
| 4 de junio del 2022       | Syracuse         | Estados Unidos | Carrier Dome                                | 35,599 / 35,599               | $7,815,181   |
| 7 de junio del 2022       | Boston           | Estados Unidos | Fenway Park                                 | 71,380 / 71,380               | $15,305,355  |
| 8 de junio del 2022       | Boston           | Estados Unidos | Fenway Park                                 | 71,380 / 71,380               | $15,305,355  |
| 12 de junio del 2022      | Baltimore        | Estados Unidos | Oriole Park                                 | 40,733 / 40,733               | $9,806,025   |
| 16 de junio del 2022      | East Rutherford  | Estados Unidos | MetLife Stadium                             | 51,872 / 51,872               | $13,012,034  |
| Europa                    |                  |                |                                             |                               |              |
| 24 de junio del 2022      | Frome            | Reino Unido    | Cheese & Grain                              | -                             | -            |
| 25 de junio del 2022      | Pilton           | Reino Unido    | Worthy Farm                                 | Festival                      | Festival     |
| Oceanía                   |                  |                |                                             |                               |              |
| 18 de octubre del 2023    | Adelaine         | Australia      | Entertainment Centre                        | 8,490 / 8,490                 | $1,801,112   |
| 21 de octubre del 2023    | Melbourne        | Australia      | Marvel Stadium                              | 52,152 / 52,152               | $8,945,988   |
| 24 de octubre del 2023    | Newcastle        | Australia      | McDonald Jones Stadium                      | 25,631 / 25,631               | $4,287,589   |
| 27 de octubre del 2023    | Sidney           | Australia      | Allianz Stadium                             | 69,402 / 69,402               | $11,770,049  |
| 28 de octubre del 2023    | Sidney           | Australia      | Allianz Stadium                             | 69,402 / 69,402               | $11,770,049  |
| 1 de noviembre del 2023   | Brisbane         | Australia      | Estadio Suncorp                             | 38,688 / 38,688               | $6,215,622   |
| 4 de noviembre del 2023   | Gold Coast       | Australia      | Estadio Carrara                             | 26,108 / 26,108               | $4,039,435   |
| Latinoamérica             |                  |                |                                             |                               |              |
| 14 de noviembre del 2023  | Ciudad de México | México         | Foro Sol                                    | 118,088 / 118,088             | $16,429,326  |
| 16 de noviembre del 2023  | Ciudad de México | México         | Foro Sol                                    | 118,088 / 118,088             | $16,429,326  |
| 28 de noviembre del 2023  | Brasilia         | Brasil         | Clube Do Choro                              | -                             | -            |
| 30 de noviembre del 2023  | Brasilia         | Brasil         | Estadio Nacional de Brasilia Mané Garrincha | 53,578 / 53,578               | $4,225,330   |
| 3 de diciembre del 2023   | Belo Horizonte   | Brasil         | Arena MRV                                   | 81,001 / 81,001               | $5,955,622   |
| 4 de diciembre del 2023   | Belo Horizonte   | Brasil         | Arena MRV                                   | 81,001 / 81,001               | $5,955,622   |
| 7 de diciembre del 2023   | São Paulo        | Brasil         | Allianz Parque                              | 149,226 / 149,226             | $16,233,151  |
| 9 de diciembre del 2023   | São Paulo        | Brasil         | Allianz Parque                              | 149,226 / 149,226             | $16,233,151  |
| 10 de diciembre del 2023  | São Paulo        | Brasil         | Allianz Parque                              | 149,226 / 149,226             | $16,233,151  |
| 13 de diciembre del 2023  | Curitiba         | Brasil         | Estadio Couto Pereira                       | 43,633 / 43,633               | $4,301,288   |
| 16 de diciembre del 2023  | Río de Janeiro   | Brasil         | Estadio de Maracaná                         | 62,305 / 62,305               | $5,360,278   |
| 1 de octubre del 2024     | Montevideo       | Uruguay        | Estadio Centenario                          | -                             | -            |
| 5 de octubre del 2024     | Buenos Aires     | Argentina      | Estadio River Plate                         | -                             | -            |
| 6 de octubre del 2024     | Buenos Aires     | Argentina      | Estadio River Plate                         | -                             | -            |
| 11 de octubre del 2024    | Santiago         | Chile          | Estadio Monumental                          | -                             | -            |
| 15 de octubre del 2024    | São Paulo        | Brasil         | Allianz Parque                              | -                             | -            |
| 16 de octubre del 2024    | São Paulo        | Brasil         | Allianz Parque                              | -                             | -            |
| 19 de octubre del 2024    | Florianópolis    | Brasil         | Estadio de la Ressacada                     | -                             | -            |
| 23 de octubre del 2024    | Córdoba          | Argentina      | Estadio Mario Alberto Kempes                | -                             | -            |
| 27 de octubre del 2024    | Lima             | Perú           | Estadio Nacional del Perú                   | -                             | -            |
| 1 de noviembre del 2024   | Bogotá           | Colombia       | Estadio El Campin                           | -                             | -            |
| 5 de noviembre del 2024   | San José         | Costa Rica     | Estadio Nacional de Costa Rica              | -                             | -            |
| 8 de noviembre del 2024   | Guadalupe        | México         | Estadio BBVA                                | -                             | -            |
| 12 de noviembre del 2024  | Ciudad de México | México         | Estadio GNP Seguros                         | -                             | -            |
| 14 de noviembre del 2024  | Ciudad de México | México         | Estadio GNP Seguros                         | -                             | -            |
| 17 de noviembre del 2024  | Ciudad de México | México         | Autódromo Hermanos Rodríguez                | Festival                      | Festival     |
| Europa                    |                  |                |                                             |                               |              |
| 4 de diciembre del 2024   | Nanterre         | Francia        | Paris La Défense Arena                      | -                             | -            |
| 5 de diciembre del 2024   | Nanterre         | Francia        | Paris La Défense Arena                      | -                             | -            |
| 9 de diciembre del 2024   | Madrid           | España         | WiZink Center                               | -                             | -            |
| 10 de diciembre del 2024  | Madrid           | España         | WiZink Center                               | -                             | -            |
| 14 de diciembre del 2024  | Mánchester       | Reino Unido    | Co-op Live                                  | -                             | -            |
| 15 de diciembre del 2024  | Mánchester       | Reino Unido    | Co-op Live                                  | -                             | -            |
| 18 de diciembre del 2024  | Londres          | Reino Unido    | The O2 Arena                                | -                             | -            |
| 19 de diciembre del 2024  | Londres          | Reino Unido    | The O2 Arena                                | -                             | -            |
| Norteamérica              |                  |                |                                             |                               |              |
| 29 de septiembre del 2025 | Palm Desert      | Estados Unidos | Acrisure Arena                              | -                             | -            |
| 4 de octubre del 2025     | Paradise         | Estados Unidos | Allegiant Stadium                           | -                             | -            |
| 7 de octubre del 2025     | Albuquerque      | Estados Unidos | Isleta Amphitheater                         | -                             | -            |
| 11 de octubre del 2025    | Denver           | Estados Unidos | Coors Field                                 | -                             | -            |
| 14 de octubre del 2025    | Des Moines       | Estados Unidos | Casey’s Center                              | -                             | -            |
| 17 de octubre del 2025    | Minneapolis      | Estados Unidos | U.S. Bank Stadium                           | -                             | -            |
| 22 de octubre del 2025    | Tulsa            | Estados Unidos | BOK Center                                  | -                             | -            |
| 25 de octubre del 2025    | San Antonio      | Estados Unidos | Alamodome                                   | -                             | -            |
| 29 de octubre del 2025    | Nueva Orleans    | Estados Unidos | Smoothie King Center                        | -                             | -            |
| 2 de noviembre del 2025   | Atlanta          | Estados Unidos | State Farm Arena                            | -                             | -            |
| 3 de noviembre del 2025   | Atlanta          | Estados Unidos | State Farm Arena                            | -                             | -            |
| 6 de noviembre del 2025   | Nashville        | Estados Unidos | The Pinnacle                                | -                             | -            |
| 8 de noviembre del 2025   | Columbus         | Estados Unidos | Nationwide Arena                            | -                             | -            |
| 11 de noviembre del 2025  | Pittsburgh       | Estados Unidos | PPG Paints Arena                            | -                             | -            |
| 14 de noviembre del 2025  | Búfalo           | Estados Unidos | KeyBank Center                              | -                             | -            |
| 17 de noviembre del 2025  | Montreal         | Canadá         | Bell Centre                                 | -                             | -            |
| 18 de noviembre del 2025  | Montreal         | Canadá         | Bell Centre                                 | -                             | -            |
| 21 de noviembre del 2025  | Hamilton         | Canadá         | TD Coliseum                                 | -                             | -            |
| 24 de noviembre del 2025  | Chicago          | Estados Unidos | United Center                               | -                             | -            |
| 25 de noviembre del 2025  | Chicago          | Estados Unidos | United Center                               | -                             | -            |
| Total                     | Total            | Total          | Total                                       | 1,151,961 / 1,151,961 (100%)  | $194,642,577 |